# Araneus urbanus
Araneus urbanus este o specie de păianjeni din genul Araneus, familia Araneidae. A fost descrisă pentru prima dată de Keyserling, 1887.
Este endemică în New South Wales. Conform Catalogue of Life specia Araneus urbanus nu are subspecii cunoscute.